# Prunus szechuanica
Prunus szechuanica är en rosväxtart som beskrevs av Alexander Feodorowicz Batalin. Prunus szechuanica ingår i släktet prunusar, och familjen rosväxter. Utöver nominatformen finns också underarten P. s. dielsiana.